# فهرست کتابخانه‌های برزیل
فهرست زیر لیستی از کتابخانه‌های برزیل است. سازمان حرفه‌ای اولیه کتابداران در کشور، فدراسیون انجمن‌های کتابداران، دانشمندان اطلاعات و مؤسسات برزیل است (پرتغالی: Federação Brasileira de Associações de Bibliotecários, Cientistas da Informação e Instituições) آنها علاوه بر این توسط شورای فدرال کتابداری برزیل (پرتغالی: Conselho Federal de Biblioteconomia) و در سطح دولت نمایندگی می‌شوند.

## کتابخانه‌ها در برزیل
- کتابخانه ملی ریودوژانیرو سیستم
- کتابخانه‌های یکپارچه USP، سائوپائولو en
- کتابخانه‌ها و سیستم اطلاعات UFRJ، ریودوژانیرو
- کتابخانه ماریو دو آندراد، سائوپائولو
- کتابخانه مرکزی (UnB)، برازیلیا
- سیستم کتابخانه UFMG، میناس گرایس
- سیستم کتابخانه یونیکمپ، سائوپائولو
- سیستم کتابخانه UFPE، پرنامبوکو
- سیستم کتابخانه دانشگاهی دانشگاه فدرال باهیا
- کتابخانه عمومی آرتور ویانا، پارا
- کتابخانه عمومی ایالت باهیا
- کتابخانه عمومی ایالت پرنامبوکو
- کتابخانه عمومی پارانا
- کتابخانه انجمن UFSCar، سائوپائولو
- کتابخانه عمومی دولتی لوئیز دو بسا[pt]، میناس گرایس
- کتابخانه عمومی ایالت ریو گراند دو سول
- کتابخانه عمومی اپیفانیو دوریا، سرگیپ
- کتابخانه عمومی ایالت آمازوناس
- کتابخانه عمومی Benedito Leite , Maranhão
- کتابخانه جامعه کارلوس کاستلو برانکو - UFPI, Piauí
- کتابخانه شهری Orígenes Lessa، سائوپائولو
- کتابخانه عمومی Governador Menezes Pimentel , Ceará
- کتابخانه عمومی ایالت سانتا کاتارینا
- کتابخانه ملی برازیلیا
- کتابخانه عمومی ایالت پارایبا
- کتابخانه عمومی دولتی آلاگواس کتابخانه ایالتی آکر
- کتابخانه عمومی ایالتی پیو بارگاس، گویاس
- کتابخانه عمومی کامارا کاسکودو، ریو گرانده دو نورته
- کتابخانه ایالتی پارک، ریودوژانیرو
- کتابخانه عمومی برازیلیا کتابخانه عمومی دولتی السی لاسردا، آمپا
- کتابخانه آمارال آمادئو، سائوپائولو
- کتابخانه عمومی دولتی Estevão de Mendonça, Mato Grosso
- کتابخانه عمومی ایالتی دکتر ایسایاس پیم، ماتو گروسو دو سول
- کتابخانه شهری ایپاتینگا، میناس گرایس
- کتابخانه عمومی دولتی لوی کورسیو دا روشا، اسپریتو سانتو
- کتابخانه ایالتی پیائو
- کتابخانه اقلیدس دا کونا، سائوپائولو
- کتابخانه عمومی ایالت دارسی کاردال، توکانتینز
- کتابخانه عمومی ایالت رورایما

## برای مطالعهٔ بیشتر
- به انگلیسی
- به زبان پرتغالی

- Ernesto Cruz (1971), A história da Biblioteca e Arquivo Públicos do Pará (به پرتغالی), Belém: Conselho Estadual de Cultura
- EJ Suaiden (1980), Biblioteca pública brasileira: desempenho e perspectiva (به پرتغالی)
- Antonio Miranda (1998), Arquitetura de bibliotecas: experiência brasileira (PDF) (به پرتغالی)
- "Primeiro Censo Nacional das Bibliotecas Públicas Municipais", Cultura.gov.br (به پرتغالی), Ministério da Cultura, 2010, archived from the original on 30 April 2010